# 전풍 (후한)
전풍(田豊, ? ~ 200년)은 후한 말기의 관료로, 자는 원호(元皓)이며 거록군 혹은 발해군 사람이다. 관직은 시어사(侍御史)→ 기주별가(冀州別駕)〔원소〕이며, 기주목 원소를 위하여 계책을 바쳐 공손찬 평정에 공헌하였으나, 관도대전 개전을 반대하다가 옥사하였다.

## 생애
전풍은 성장하면서 재주가 뛰어났고, 웅대한 계략은 다수의 눈을 집중시켰다. 젊었을 때 아버지를 잃어 상중에 매우 슬퍼했으며, 세월이 지나도 이빨이 드러날 정도로 웃지 않았다. 박학다식하여 주(州)의 사람들로부터 명성이 자자했다. 처음엔 태위(太尉)의 처소에 초빙되어 무재(茂才)로 추천되었고, 이후 시어사(侍御史)로 승진하였다. 하지만 환관(宦官)이 조정에서 득세하는 것을 보고 혐오감을 느끼고, 관직을 버리고 고향으로 돌아왔다.
이후 전풍은 심배(審配)와 더불어 기주목(冀州牧) 한복(韓馥)을 섬겼는데, 두 사람은 정직했기 때문에 한복에게 소외되었다. 초평(初平) 2년(191년), 원소(袁紹)는 한복의 세력을 흡수한 후 좋은 말로 전풍을 초빙하였다. 전풍은 왕실이 곤란에 처했고, 난세를 구제하고자 하는 뜻을 갖고 있었기 때문에 원소에게 갔다. 원소는 전풍을 별가(別駕), 심배를 치중(治中)에 임명하여 중용하였다. 훗날 원소의 명령으로 한복을 섬겼던 경무(耿武)와 민순(閔純)을 죽였다.
그해 겨울 공손찬(公孫瓚)과 계교(界橋)에서 전투를 벌일 때 공손찬군이 우세하여 원소군을 포위하는 일이 벌어졌다. 그때 전풍은 원소에게 후퇴할 것을 권했으나, 원소는 두무兜鍪(두건이나 관의 윗부분, 혹은 투구)를 내팽개치면서 그곳을 사수하여 전투를 승리로 이끌었다.
건안(建安) 원년(196년), 조조(曹操)가 헌제(獻帝)를 허도(許都)로 맞이하였는데, 그해 전에 전풍이 먼저 헌제를 맞이할 것을 원소에게 진언했으나 받아들여지지 않았다. 이후 원소는 헌제를 견성으로 모셔올 것을 조조에게 권유했다. 조조가 이를 거절하자 전풍은 원소에게 허도를 습격해 헌제를 데려올 것을 건의했지만 원소는 듣지 않았다. 조조가 장수(張繡)를 포위하고 있을 때 전풍은 다시 한 번 원소에게 허도를 습격해 헌제를 맞이할 것을 진언했지만, 원소군 휘하의 탈주병이 이 계획을 조조에게 전했기에 조조는 포위망을 풀고 급히 돌아왔다.
건안 4년(199년), 공손찬(公孫瓚)을 멸망시켰는데, 이때 전풍의 책략이 쓰였다. 원소는 허도를 공격하기 위해 대군을 일으켰는데, 심배 · 봉기(逢紀)에게 군사를 통괄하게 하고 전풍 · 순심(荀諶)·허유(許攸)를 참모장으로, 안량(顔良)·문추(文醜)를 사령관으로 임명했다. 여기서 전풍은 저수(沮授)와 함께 지구전 전략을 주장했으나, 원소는 심배·곽도(郭圖)가 주장한 단기결전 전략을 채용하였다. 원소의 군대 동원 소식을 접한 공융(孔融)은 조조에게
"전풍·허유라는 지혜로운 자가 참모가 되었으니, 승리하기가 어렵겠습니다"
라고 걱정하자, 순욱(荀彧)은
"전풍은 억센 인물로, 필히 윗사람을 거스를 것입니다."
라고 평했다.
건안 5년(200년), 유비(劉備)가 서주자사(徐州刺史) 차주(車冑)를 살해, 패성을 점령하고 조조를 배신하자 조조는 유비를 직접 치기 위해 출정했다. 전풍은 이 호기를 보고 원소를 설득해 조조의 뒤를 치려고 했지만, 원소는 자신의 막내아들 원상(袁尙)이 아프다는 이유로 거절했다. 전풍은 지팡이로 바닥을 두드리며,
"아아! 이 좋은 기회를 놓치다니 평생 찾아올 수 없는 절호의 기회를 겨우 어린 아이 병 때문에 놓치다니 애석하구나"
라고 말했다. 이에 원소가 분노하여 이후 둘의 사이는 멀어지게 되었다.
원소가 조조를 치려 하자, 전풍은 원소에게 지구전을 펼쳐 조조를 지치게 해야한다고 주장하였지만 원소는 자신의 뜻을 꺾지 않았다. 전풍은 재차 간곡하게 원소에게 진언했는데 이에 원소는 크게 노해 그를 감옥에 가두었다.
전풍이 종군하지 않는다는 소식을 듣고 조조는

"원소는 이미 진 것이나 다름 없구나"

라며 기뻐했다.
원소군이 조조와의 싸움에서 크게 패하고 돌아오자, 장군들은 모두 울면서
"이전에 전풍의 말을 들었으면 이렇게까지 패하지 않았을 것이다"
라고 말했고, 어떤 사람은 전풍에게
"주공은 이젠 그대를 중용하실 걸세"
라고 말하였다. 그러자 전풍은 고개를 저으며 말했다.
"공께서는 외견은 관용이 있지만, 속으로는 의심이 많은 분이네. 만약 승리했다면 기쁜 마음에 나를 사면하시겠지만, 이렇게 패배했으니 나는 더 이상 살 희망은 버려야 할 것이야"
패하고 돌아온 원소는 그를 죽였다. 이때 원소는 측근들에게 말하길,
"내가 패했으니 전풍에게 조소당할 것이다."
라고 말했다고 한다.
원소전의 주석 선현행장에 의하면, 그때 원소는
"기주 사람들은 모두 내가 패배한 소식을 듣자 모두 나를 걱정하였소. 다만 전풍만은 나를 꾸짖었기에 다른 이와는 다르오. 나는 이제 전풍의 얼굴을 부끄러워서 볼 수가 없소"
라고 말했다. 이때 봉기는
"전풍은 공이 패한 소식을 듣고 손뼉을 치며 기뻐하고 있습니다. 자신의 말이 적중한 것에 기뻐한다고 합니다."
라고 참언을 했다. 원소는 이 말을 듣고 전풍을 해치려는 뜻이 있게 되었다고도 한다.

## 후세의 평가
조조는 만약 원소가 전풍의 책략을 이용하였다면 자신과 원소의 입장은 완전히 변했을 것이라고 말한 이야기가 [삼국지] 위서 원소전의 주석에 나왔고, 역사가 손성(孫盛)은 [전풍과 저수의 지모는 전한의 건국공신 장량과 진평에 필적하다]라고 극찬하였다.
전풍은 원소에게 군사적으로 많은 도움이 되는 진언을 여러번 했으나, 지나치게 강직하여 원소의 뜻을 거스르는 일이 많아 서서히 소외되었다. 그 점에서는 조조의 참모였던 순욱이 말한 [전풍은 강직한 성격으로 틀림없이 윗사람을 거슬릴 것입니다]라고 지적한 것이 적중했다. 또한 [삼국지]의 주석자였던 배송지도 주군을 잘못골랐기 때문에 충절을 다했지만 죽지않으면 안되는 것에 개탄스럽다고 하였다.
뛰어난 계책을 내보였으나 주군이 받아들여지지 않아 자신과 그 세력 전체가 망했다는 점이 공통점으로 범증에 비견된다.

### 삼국지연의 속의 전풍
《삼국지연의》에서도 정사와 거의 비슷하게 묘사 암군에게 충의를 다하다 비극적인 최후를 맞이하는 인물로 그려졌다. 최후의 장면에서는 전풍은 관도 전투의 패배 소식을 듣고, 이미 자신의 운명을 깨닫고 감옥에서 자결하는 것으로 마무리된 것이 다를 뿐이다.

## 같이 보기
- 삼국지 인물 목록

## 참고 문헌

### 일본
- 范曄『後漢書』列伝第六十四「袁紹伝」
- 陳寿『三国志』魏書第六「袁紹伝」(和訳：今鷹真・井波律子『三国志 正史 1』ちくま学芸文庫、1992年)
- 同上, 魏書第一「武帝紀」(和訳：同上)
- 同上, 魏書第十「荀彧伝」(和訳：井波律子・今鷹真『三国志 正史 2』ちくま学芸文庫、1993年)
- 『三国演義』(和訳：立間祥介『三国志演義 上』平凡社、1972年)